# Сергієво (Сарапульський район)
Сергі́єво (рос. Сергеево) — присілок в Сарапульському районі Удмуртії, Росія.
Урбаноніми:
- вулиці — Зарічна, Лісова, Набережна, Праці

## Населення
Населення становить 1 особа (2010, 8 у 2002).
Національний склад (2002):
- росіяни — 100 %